# Варнавинское водохранилище
Варнавинское водохранилище — водохранилище в Крымском районе Краснодарского края, в русле реки Адагум, левого притока Кубани. Создано путем обвалования части Абино-Северских лиманов и прилегающих к ним земель. Наполнение закончилось в 1971 году.
Водохранилище расположено на месте Кеслеровских озёр, которые исчезли после его постройки.

## География
С севера в плавни водохранилища впадает река Сухой Аушедз, с востока — Крюковский сбросной канал; с юга — реки Мерчанка, Абин, Адагум. На запад из водохранилища вытекает Варнавинский сбросной канал, впадающий в Кубань.
На берегах расположены посёлки: Южный, Евсеевский, Кувичинский, Черноморский, Мова, Красный, Варнавинское.

## Гидрография
Площадь Варнавинского водохранилища 42,5 км², полезный объём — 40 млн м³.Длина 11 км, ширина 4,23 км.  Водохранилище мелководно, преобладают глубины 1,5-2 м. Полный объём водохранилища при НПУ — 160 млн м³. Площадь водосборного бассейна — 984 км². Нормальный подпорный уровень составляет 9,5 м. Имеется также водосбросный канал протяжённостью 37 км.

## Хозяйственное использование
Варнавинское водохранилище (совместно с Крюковским водохранилищем) регулирует сток горных рек Абин, Адагум, Куафо, Шибс и Шибик. Защищает от затопления и подтопления 39 тыс. га сельскохозяйственных земель, одновременно обеспечивая водой несколько оросительных систем: Варнавинскую, Закубанскую и часть Крюковской. Вместе с Краснодарским водохранилищем и системой обвалования рек Кубани и Протоки входит в водохозяйственный комплекс противопаводковой защиты Нижней Кубани. Используется также для рыбоводства. Планируется увеличение водохранилища до объёма 210 млн м³.
Эксплуатируется Крымским филиалом ФГУ "Управление «Кубаньмелиоводхоз».